# Irinyi Kiss Ferenc
Irinyi Kiss Ferenc (Iriny, 1947. március 4. –) erdélyi magyar költő, újságíró.

## Életútja
Középiskolát Nagykárolyban végzett (1965), magyar nyelv és irodalom szakos tanári diplomát a Babeș–Bolyai Tudományegyetemen szerzett (1971). 1968-tól a Gaál Gábor Kör ifjúsági vezetője. Az 1970-es években a szatmári Irodalmi Kört irányította. Szatmáron tanított, előbb a Brassói Lapok (1971–73), majd a Szatmári Hírlap belső munkatársa, 1979-1982 közt a lap Jelen című ifjúsági rovatának szerkesztője. 1990-től a Szatmári Friss Újság főszerkesztő-helyettese.

## Munkássága
Verseit az Utunk, Igaz Szó, Echinox, Ifjúmunkás, Előre, Hargita, a Bányavidéki Fáklya és a Művelődés közölte. A fegyverkovács beszéde c. kötetében (Kolozsvár, 1971) megjelent verseinek hangja a csendes, de konok töprengőé, ez eredményezi az apró dolgok átpoetizálását. Több verse jelent meg az Afirmarea című irodalmi antológiában (Szatmár, 1978).